# 托登肖爾鎮區 (北達科他州巴恩斯縣)
托登肖爾鎮區（英語：Thordenskjold Township）是位於美國北達科他州巴恩斯縣的一個鎮區。

## 地方資料
托登肖爾鎮區的面積為92.28平方千米，當中陸地面積為92.26平方千米，而水域面積為0.01平方千米。根據2010年美國人口普查的數據，當地共有人口67人，而人口密度為每平方千米0.73人。